# Swiss Music Awards 2011
La 4ª edizione degli Swiss Music Awards si è tenuta il 3 marzo 2011 a Zurigo, Svizzera trasmessa il giorno dopo dalla Schauspielhaus Schiffbau sui canali ProSieben e Rouge TV. È stata condotta dall'attrice e modella Melanie Winiger e dal giornalista Marco Fritsche.
Il protagonista della serata è stato il cantante svizzero-tedesco Bligg che ha vinto 2 dei premi più ricercati: Miglior canzone nazionale e Miglior album urbano nazionale.
Gli artisti esibitisi sul palco sono stati: Bligg, Adrian Stern, TinkaBelle, Unheilig, Grégoire, e Polo Hofer.

## Premi
I vincitori della categoria sono evidenziati in grassetto.

### Miglior canzone nazionale
- No Superstar, Remady
- Legändä & Heldä, Bligg
- Amerika, Adrian Stern

### Miglior canzone internazionale
- Waka Waka (This Time for Africa), Shakira
- We No Speak Americano, Yolanda Be Cool & DCUP
- Alors on danse, Stromae

### Miglior album pop/rock nazionale
- The Greatest Hits Sessions, Bellamy Brothers & Gölä
- HomeRekords, Züri West
- Herz, Adrian Stern

### Miglior album pop/rock internazionale
- A Curious Thing, Amy Macdonald
- One Love, David Guetta
- Soldier of Love, Sade

### Miglior album urbano nazionale
- Bart Aber Herzlich, Bligg
- Generations, Sens Unik
- Unplugged, Seven

### Miglior album urbano internazionale
- The Element of Freedom, Alicia Keys
- Für dich immer noch Fanta Sie, Die Fantastischen Vier
- Recovery, Eminem

### Rivelazione nazionale
- Remady
- Caroline Chevin
- Aloan

### Rivelazione internazionale
- Hurts
- Unheilig
- ZAZ

### Miglior album dance nazionale
- 2010, DJ Antoine
- In Da Club, Sir Colin
- No Superstar, Remady

### Miglior talento nazionale
- Steff la Cheffe
- Alvin Zealot
- Monotales

### Premio della giuria (Outstanding Archiviement)
- Polo Hofer

## Premio postumo
Per la prima volta dalla loro fondazione nel 2008 è stato assegnato un altro premio postumo per 1 artista svizzero che si è distinto particolarmente per aver portato la musica svizzera nel mondo.
Il Tribute Award è stato vinto da Steve Lee, cantante dei Gotthard deceduto il 5 ottobre 2010 in un incidente motociclistico vicino a Las Vegas (USA). Al suo posto a ritirare il premio sono saliti sul palco gli amici e membri del gruppo, Leo Leoni e Marc Lynn.

L'oratore speciale per annunciare questo premio è stato Jon Lord, celebre ex-tastierista del hard n' heavy band dei Deep Purple e grande amico della band.